# Heroes of the Storm
Heroes of the Storm (укр. Герої Бурі) — онлайн-відеогра жанру MOBA, розроблена компанією Blizzard Entertainment для Microsoft Windows і OS X, випущена 2 червня 2015 року. Є free-to-play грою з мікротранзакціями. Blizzard не ідентифікують свою гру як «MOBA» або «Action RTS», визначаючи її жанр як «Hero Brawler» (укр. бійка героїв).
Основна ідея гри — збір персонажів всесвітів, вигаданих Blizzard, в одній грі, де вони збираються в команди й борються між собою.

## Ігровий процес

Герой гравця Джайна спільно з іншими героями й рядовими бійцями атакує ворожу базу

### Основи
Heroes of the Storm поєднує героїв та стилістику різних ігор компанії Blizzard, тому має як фентезійні, так і науково-фантастичні риси. У грі беруть участь дві команди по 5 гравців, що борються на виділеній для цього місцевості — картах. Гравець керує обраним персонажем, званим героєм. Кожна команда героїв володіє базою, на якій розташована «цитадель», оточена кількома рядами укріплень. Мета гри полягає в тому, щоб знищити ворожу цитадель, не втративши власної. Гравцям допомагають воїни — керовані комп'ютером загони бійців, які періодично з'являються в обох команд одночасно і автоматично вирушають битися один з одним за спеціальними маршрутами, званими лініями. Знищення їх та героїв протиборчої команди приносить очки досвіду. На відміну від інших ігор подібного жанру, гравець не заробляє досвід для себе: весь отриманий досвід іде на рахунок команди. Коли команда накопичує певну кількість його очок, вона отримує новий рівень розвитку, що миттєво підсилює всіх героїв. З досягненням певних рівнів (1, 4, 7, 10, 13, 16, 20) кожному гравцеві команди дається 1 очко талантів, яке він може витратити на розвиток свого персонажа.
Виграючи в битвах, або вносячи реальні гроші, гравець отримує контейнери з винагородами та внутрішньоігрову валюту — кристали і золото. За кристали можна купити героїв, контейнери, вдосконалення персонажів. За золото — героїв або змінити винагорду.

### Битви
Гравці поділяються на протиборчі команди по 5 героїв: синю і червону. Своя завжди синя, ворожа — завжди червона. На старті всі герої з'являються на базі. Бази команд ідентичні і складаються з цитаделі (головної будівлі, знищення якої означає поразку), фортів (міцних оборонних споруд, здатних істотно затримати натиск противника), фонтанів (об'єктів, при використанні яких персонаж відновлює певну кількість здоров'я і магічної енергії мани), стін, воріт і веж. Форти і вежі мають обмежений боєзапас, який повільно відновлюється з плином часу. Деякі герої мають можливість прикликати МУЛа — робітника з гри StarCraft II, який ремонтує пошкоджені будівлі. Знищені будови відновити неможливо.
З початком бою брами укріплень обох баз відкриваються і герої та рядові воїни покидають стартові позиції. Вони можуть боротися безпосередньо з ворожими героями, знищувати рядові війська противника, чи вирушити займати стратегічно важливі місця. Так, на деяких картах розташовуються сторожові вежі — позиції, захоплення яких забезпечує безперервний огляд прилеглих територій. Для того, щоб сторожова вежа вважалася захопленою однією з команд, необхідно, щоб протягом декількох секунд в області навколо вежі знаходилися герої цієї команди і не перебували герої противника. Вежа може бути захоплена заново в будь-який момент. Головні події супроводжуються репліками коментатора.
Сила і комплектація рядових загонів залежить від поточного рівня розвитку команди, а також від кількості знищених фортів у противника (в разі знищення всіх ворожих фортів на лінії, до загонів на цій лінії приєднується катапульта). Деякі герої також мають можливість викликати підмогу своїми здібностями. Крім цього, на всіх картах присутні табори найманців, які можна захопити, перемігши їх мешканців, внаслідок чого табір стане на деякий час недоступний для повторного захоплення, а на сторону команди, яка захопила його, стануть переможені мешканці табору. Деякі герої мають здатність підкупити найманців, схиливши їх на свою сторону без застосування сили (не діє на босів). Табори найманців бувають трьох типів:
- Бійцівський табір, що складається з трьох міцних воїнів і одного мага.
- Облоговий табір, що складається з двох істот, вкрай неефективних в ближньому бою, проте здатних знищувати ворожі вежі і укріплення з безпечної відстані.
- Бос — одна істота, що володіє величезною силою і здатна самотужки вбити кількох героїв у ближньому бою.

На деяких картах присутні унікальні за характеристиками найманці, що не піддаються цій класифікації.
Крім цього, кожна карта має унікальні ґеймплейні особливості. Періодично на мапі починаються івенти — завдання для гравців, у міру виконання яких команди будуть отримувати будь-які переваги — наприклад, часткове руйнування ворожої бази або сильного юніта, який воює на боці команди.
По завершенню бою гравець, залежно від своїх успіхів, збільшує власний рівень розвитку. Досягнувши нового рівня, він винагороджується контейнерами, в яких випадковим чином міститься новий герой в його колекцію, нові оформлення наявних героїв, посилення героїв, спеціальні репліки для них, нові голоси коментатора, смайлики для спілкування з іншими гравцями, чи портрети для профілю Battle.net. Контейнери, залежно від того, на скільки рідкісні винагороди містяться в них, поділяються на звичайні, рідкісні, епічні та героїчні. За кожні кілька рівнів обов'язково видається рідкісний та епічний. Також у контейнерах можуть лежати «осколки» — ресурс, з якого можна виготовити нові оформлення персонажів. Гравець може не чекати на новий випадковий контейнер, а купити готовий за кристали. Якщо випала винагорода не влаштовує його, є змога змінити вміст, заплативши золотом.

### Герої
Кожен герой володіє запасом здоров'я, магічної енергії мани та притаманними суто йому здібностями. Переважно герої представлені однією моделлю, за рідкісними винятками (наприклад, Загублені вікінги являють собою трьох самостійних персонажів, кожним з яких можна керувати окремо, а Чень однією з своїх героїчних здібностей може тимчасово розділятися на трьох істот). У героїв, як правило, набагато більше очок здоров'я, ніж у звичайних воїнів, крім того, здоров'я героя значно зростає в міру збільшення рівня команди. У разі втрати очок здоров'я, герой гине. Загиблі герої відроджуються на базі по закінченню часу, що залежить від поточного рівня команди і особливостей героя (наприклад, Діабло відроджується через 5 секунд після смерті в разі, якщо за своє життя він вбив достатню кількість противників; Муркі відроджується за 5 секунд у разі, якщо відкладене ним яйце не знищене). Гравець не володіє всіма героями одразу. Багатьох можна отримати лише як винагороду за свої успіхи, чи купити за кристали. Герої зберігаються в колекції гравця разом з варіантами їх оформлення.
Мана і здоров'я повільно відновлюються з плином часу, а також можуть бути відновлені героями підтримки або при використанні фонтану чи підбиранні лікувальних бонусів, які періодично виникають на арені. Крім цього, у кожної команди на базі є область, розташована за цитаделлю, де здоров'я і мана героїв швидко відновлюються, а самі герої стають невразливими. Будь-який герой поза боєм може швидко перенестися в цю область з будь-якої точки карти, скориставшись здатністю «серцевий камінь». Потрапити в аналогічну область противника не можна.
Усі персонажі поділяються за ролями. Асасини мають сильні атаки, проте малий запас здоров'я. Вони покладаються на швидкі напади й відступи, або дистанційний бій. Воїни володіють регенерацією здоров'я чи бронею, віддаючи перевагу тривалому відкритому бою, можуть розкидати чи пригнічувати ворогів. Герої підтримки зосереджуються на лікуванні й посиленні союзників та ослабленні ворогів. Спеціалісти ефективні в якомусь вузькому аспекті, та за вправного керування ними можуть переломити хід бою. До прикладу, вони здатні миттєво захопити табір найманців, прикликати підкріплення чи вимикати ворожі башти.
Кожен персонаж володіє 3 основними здібностями і одним умінням. При досягненні командою 10 рівня, всім гравцям цієї команди пропонується  вибір між двома героїчними здібностями. Також і деякі з талантів, взятих гравцем при зростанні рівня команди, можуть не посилювати його героя, а давати можливість здійснювати якусь нову дію.
Здібності поділяються на пасивні і активні. Пасивні діють завжди і не потребують будь-якого контролю, активні ж діють миттєво або короткий проміжок часу і викликаються натисканням на відповідні клавіші. Застосовувати здібність можна тільки в тому випадку, якщо у героя досить мани для неї (це правило не поширюється на героїв, у яких мани немає — таких як Іллідан). Після застосування здібності поточний рівень мани зменшується, а сама здібність «перезаряджається» — стає неактивною на кілька секунд. Таланти мани не вимагають, але так само «перезаряджаються».
Героїчні здібності, як правило, вимагають на порядок більше мани і перезаряджаются істотний термін, аж до 100 секунд (в той час як звичайні здібності рідко  довше 10 секунд), зате їх застосування може дати суттєву перевагу.
Для швидкого переміщення поза боєм більшість героїв можуть використовувати їздові тварини. Рух на них значно швидший, однак при отриманні будь-якого ушкодження герой автоматично спішується. Деякі герої — наприклад, Сержант Кувалда — їздовими тваринам користуватися не можуть, замість цього вони мають альтернативні способи, щоб прискоритися.

### Режими
- Навчання основним аспектам гри
- Тренування проти комп'ютерних гравців
- Гра проти ШІ
- Швидка гра з живими гравцями, які підбираються службою Battle.Net
- Ліга героїв — рейтингові ігри з живими гравцями
- Командна ліга — командні рейтингові гри
- Бійка — режим, в якому представлено три типи полів бою:
  - Арена — гравці вибирають по одному з трьох випадково підібраних героїв і виконують завдання карти. Команда, котра першою виконає завдання двічі, перемагає.
  - Мутатори — гра на звичайних полях бою з різними модифікаторами, здатними кардинально змінити ігровий процес.
  - Одна лінія — поля бою з однією лінією без завдань, воїнів і серцевого каменя.
- Своя гра — режим, в якому гравець має можливість налаштувати всі аспекти гри: вибрати карту, сформувати склад команд, вказати кількість і силу комп'ютерних гравців[2].

## Персонажі
| Ім'я              | Оригінал імені   | Гра/серія ігор походження | Роль                                   | Доступний з |
| ----------------- | ---------------- | ------------------------- | -------------------------------------- | ----------- |
| Абатур            | Abathur          | StarCraft                 | Підтримка                              | 02.06.2015  |
| Азмодан           | Azmodan          | Diablo                    | Асасин дальнього бою                   | 02.06.2015  |
| Ануб'арак         | Anub'arak        | WarCraft                  | Танк                                   | 02.06.2015  |
| Артас             | Arthas           | WarCraft                  | Танк                                   | 02.06.2015  |
| Валла             | Valla            | Diablo                    | Асасин дальнього бою                   | 02.06.2015  |
| Газлоу            | Gazlowe          | WarCraft                  | Воїн                                   | 02.06.2015  |
| Джайна            | Jaina            | WarCraft                  | Асасин дальнього бою                   | 02.06.2015  |
| Джоанна           | Johanna          | Diablo                    | Танк                                   | 02.06.2015  |
| Дьябло            | Diablo           | Diablo                    | Танк                                   | 02.06.2015  |
| Заґара            | Zagara           | StarCraft                 | Асасин дальнього бою                   | 02.06.2015  |
| Зератул           | Zeratul          | StarCraft                 | Асасин ближнього бою                   | 02.06.2015  |
| Іллідан           | Illidan          | WarCraft                  | Асасин ближнього бою                   | 02.06.2015  |
| Кель'тас          | Kael'thas        | WarCraft                  | Асасин дальнього бою                   | 02.06.2015  |
| Керріган          | Kerrigan         | StarCraft                 | Асасин ближнього бою                   | 02.06.2015  |
| Лі Лі             | Li Li            | WarCraft                  | Лікар                                  | 02.06.2015  |
| Малфуріон         | Malfurion        | WarCraft                  | Лікар                                  | 02.06.2015  |
| Мурадін           | Muradin          | WarCraft                  | Танк                                   | 02.06.2015  |
| Муркі             | Murky            | WarCraft                  | Асасин ближнього бою                   | 02.06.2015  |
| Назібо            | Nazeebo          | Diablo                    | Асасин дальнього бою                   | 02.06.2015  |
| Нова              | Nova             | StarCraft                 | Асасин дальнього бою                   | 02.06.2015  |
| Загублені вікінги | The Lost Vikings | The Lost Vikings          | Підтримка                              | 02.06.2015  |
| Регар             | Rehgar           | WarCraft                  | Лікар                                  | 02.06.2015  |
| Джим Рейнор       | Raynor           | StarCraft                 | Асасин дальнього бою                   | 02.06.2015  |
| Брайтвінг         | Brightwing       | WarCraft                  | Лікар                                  | 02.06.2015  |
| Сержант Кувалда   | Sgt. Hammer      | StarCraft                 | Асасин дальнього бою                   | 02.06.2015  |
| Сильвана          | Sylvanas         | WarCraft                  | Асасин дальнього бою                   | 02.06.2015  |
| Соня              | Sonya            | Diablo                    | Воїн                                   | 02.06.2015  |
| Стьожок           | Stitches         | WarCraft                  | Танк                                   | 02.06.2015  |
| Тайкус            | Tychus           | StarCraft                 | Асасин дальнього бою                   | 02.06.2015  |
| Тассадар          | Tassadar         | StarCraft                 | Асасин дальнього бою                   | 02.06.2015  |
| Тіранда           | Tyrande          | WarCraft                  | Лікар                                  | 02.06.2015  |
| Тіраел            | Tyrael           | Diablo                    | Танк                                   | 02.06.2015  |
| Тралл             | Thrall           | WarCraft                  | Воїн                                   | 02.06.2015  |
| Утер              | Uther            | WarCraft                  | Лікар                                  | 02.06.2015  |
| Фалстад           | Falstad          | WarCraft                  | Асасин дальнього бою                   | 02.06.2015  |
| Чень              | Chen             | WarCraft                  | Воїн                                   | 02.06.2015  |
| E.T.C.            | E.T.C.           | WarCraft                  | Танк                                   | 02.06.2015  |
| М'ясник           | The Butcher      | Diablo                    | Асасин ближнього бою                   | 01.07.2015  |
| Леорік            | Leoric           | Diablo                    | Воїн                                   | 21.07.2015  |
| Каразім           | Kharazim         | Diablo                    | Лікар                                  | 19.08.2015  |
| Рексар            | Rexxar           | WarCraft                  | Воїн                                   | 09.09.2015  |
| Лейтенант Моралес | Lt. Morales      | StarCraft                 | Лікар                                  | 07.10.2015  |
| Артаніс           | Artanis          | StarCraft                 | Воїн                                   | 27.10.2015  |
| Чо'Галл           | Cho'Gall         | WarCraft                  | Чо — Танк, Галл — Асасин дальнього бою | 17.11.2015  |
| Лунара            | Lunara           | WarCraft                  | Асасин дальнього бою                   | 16.12.2015  |
| Сивогрив          | Greymane         | WarCraft                  | Асасин дальнього бою                   | 13.01.2016  |
| Лі-Мін            | Li-Ming          | Diablo                    | Асасин дальнього бою                   | 03.02.2016  |
| Зул               | Xul              | Diablo                    | Воїн                                   | 02.03.2016  |
| Дехака            | Dehaka           | StarCraft                 | Воїн                                   | 30.03.2016  |
| Трейсер           | Tracer           | Overwatch                 | Асасин дальнього бою                   | 26.04.2016  |
| Хромі             | Chromie          | WarCraft                  | Асасин дальнього бою                   | 17.05.2016  |
| Медів             | Medivh           | WarCraft                  | Підтримка                              | 14.06.2016  |
| Гул'дан           | Gul'dan          | WarCraft                  | Асасин дальнього бою                   | 13.07.2016  |
| Ауріель           | Auriel           | Diablo                    | Лікар                                  | 09.08.2016  |
| Аларак            | Alarak           | StarCraft                 | Асасин ближнього бою                   | 13.09.2016  |
| Заря              | Zarya            | Overwatch                 | Підтримка                              | 27.09.2016  |
| Самуро            | Samuro           | WarCraft                  | Асасин ближнього бою                   | 18.10.2016  |
| Варіан            | Varian           | WarCraft                  | Воїн                                   | 16.11.2016  |
| Раґнарос          | Ragnaros         | WarCraft                  | Воїн                                   | 15.12.2016  |
| Зул'джин          | Zul'jin          | WarCraft                  | Асасин дальнього бою                   | 04.01.2017  |
| Валіра            | Valeera          | WarCraft                  | Асасин ближнього бою                   | 25.01.2017  |
| Лусіо             | Lúcio            | Overwatch                 | Лікар                                  | 15.02.2017  |
| Пробіус           | Probius          | StarCraft                 | Асасин дальнього бою                   | 15.03.2017  |
| Кассія            | Cassia           | Diablo                    | Асасин дальнього бою                   | 05.04.2017  |
| Ґенджді           | Genji            | Overwatch                 | Асасин дальнього бою                   | 26.04.2017  |
| Ді. Ва            | D.Va             | Overwatch                 | Воїн                                   | 17.05.2017  |
| Малтаел           | Malthael         | Diablo                    | Воїн                                   | 14.06.2017  |
| Стуков            | Stukov           | StarCraft                 | Лікар                                  | 12.07.2017  |
| Гаррош            | Garrosh          | WarCraft                  | Танк                                   | 08.08.2017  |
| Кел'Тузед         | Kel'Thuzad       | WarCraft                  | Асасин дальнього бою                   | 06.09.2017  |
| Ана               | Ana              | Overwatch                 | Лікар                                  | 27.09.2017  |
| Брухтовий щур     | Junkrat          | Overwatch                 | Асасин дальнього бою                   | 18.10.2017  |
| Алекстраза        | Alexstrasza      | WarCraft                  | Лікар                                  | 14.11.2017  |
| Ханзо             | Hanzo            | Overwatch                 | Асасин дальнього бою                   | 12.12.2017  |
| Блейз             | Blaze            | Starcraft                 | Танк                                   | 09.01.2018  |
| Маєв              | Maiev            | Warcraft                  | Асасин ближнього бою                   | 06.02.2018  |
| Фенікс            | Fenix            | Starcraft                 | Асасин дальнього бою                   | 27.03.2018  |
| Декард            | Deckard          | Diablo                    | Лікар                                  | 24.04.2018  |
| Ірель             | Yrel             | Warcraft                  | Воїн                                   | 12.06.2018  |
| Уайтмейн          | Whitemane        | Warcraft                  | Лікар                                  | 07.07.2018  |
| Мефісто           | Mephisto         | Diablo                    | Асасин дальнього бою                   | 04.09.2018  |
| Мал'Ганіс         | Mal'Ganis        | Warcraft                  | Танк                                   | 16.10.2018  |
| Орфея             | Orphea           | Heroes of the Storm       | Асасин дальнього бою                   | 13.11.2018  |
| Імперіус          | Imperius         | Diablo                    | Воїн                                   | 08.12.2018  |
| Андуін            | Anduin           | Warcraft                  | Лікар                                  | 30.04.2019  |
| Кіра              | Qhira            | Heroes of the Storm       | Асасин ближнього бою                   | 06.08.2019  |
| Смертокрил        | Deathwing        | Warcraft                  | Воїн                                   | 03.12.2019  |
| Мей               | Mei              | Overwatch                 | Танк                                   | 23.06.2020  |
| Хоггер            | Hogger           | Warcraft                  | Воїн                                   | 01.12.2020  |

## Зв'язок з іншими творами
- У діалогах між героями, які відбуваються або до початку бою, або після вбивства ворожого героя, є багато посилань до Всесвіту Blizzard. Крім того, як і в більшості RTS від Blizzard, у кожного героя є набір кодових фраз, які він вимовляє при повторюваних кліках по ньому. Наприклад, в своїх кодових фразах, Нова каже: «Ні, я не Керріган! І якби вийшла гра про мене, ви б дізналися про це», що є посиланням на скасовану гру Starcraft: Ghost.
- Попри те, що Тайкус Фіндлі у всесвіті Starcraft часто зображувався з сигарою, яка стала частиною його образу, в Heroes of the Storm він представлений без неї. Співробітникам Blizzard довелося піти на це заради збереження планованого рейтингу «13+».
- У ролику Муркі на офіційному сайті гри в розділі «Герої» фоновою мелодією звучить пісня «I am Murloc» (Я мурлок) групи E.T.C.
- Саме в HotS багато персонажів (наприклад некромант, чаклун і варварка) серії Diablo отримали імена, однак невідомо, чи вважаються вони канонічними.